# Пешоволя (Люблінське воєводство)
Пешоволя (пол. Pieszowola) — село в Польщі, у гміні Сосновиця Парчівського повіту Люблінського воєводства. Населення — 244 особи (2011).

## Історія
За даними етнографічної експедиції 1869—1870 років під керівництвом Павла Чубинського, у селі переважно проживали греко-католики, які розмовляли українською мовою.
У 1921 році село входило до складу гміни Турно Володавського повіту Люблінського воєводства Польської Республіки.
У 1975—1998 роках село належало до Холмського воєводства.

## Населення
За переписом населення Польщі 10 вересня 1921 року в селі налічувалося 80 будинків та 429 мешканців, з них:
- 207 чоловіків та 222 жінки;
- 188 православних, 241 римо-католик;
- 186 українців, 243 поляки.

Демографічна структура станом на 31 березня 2011 року:
|          | Загалом | Допрацездатний вік | Працездатний вік | Постпрацездатний вік |
| -------- | ------- | ------------------ | ---------------- | -------------------- |
| Чоловіки | 106     | 20                 | 72               | 14                   |
| Жінки    | 138     | 18                 | 70               | 50                   |
| Разом    | 244     | 38                 | 142              | 64                   |